# Fernando José Martínez Roda
Fernando José Martínez Roda (Requena, Valencia, 19 de febrero de 1948-Valencia, 4 de octubre de 2024) fue un político, enológo y economista español.

## Biografía
Nacido en el municipio valenciano de Requena el día 19 de febrero de 1948. Su padre fue el conocido enólogo Francisco Martínez Bermell (más conocido como "Paco Martínez"), su madre María Ángeles Roda García y su hermano es el historiador y jurista Federico Martínez Roda.
Se licenció en Ciencias económicas por la Universidad de Valencia. Entre 1972 y 1983 trabajó como gerente en la empresa familiar vitivinícola "Hijos de Martínez Bermell CB", cuyo propietario era su padre. Tras este último año fue fundador y consejero delegado de la Compañía Vinícola del Campo de Requena.
Fue asimismo fundador de la Asociación Comarcal de Viticultores de Requena-Utiel y vocal del Consejo Superior del Cooperativismo de la Comunidad Valenciana.
En política comenzó ingresando como miembro del partido Alianza Popular, del cual en 1981 fue nombrado Presidente Comarcal del partido en Requena/Utiel y miembro del Comité Ejecutivo Provincial, también del Regional, presidente de la Comisión de Agricultura Regional y Vocal de la Comisión nacional.
Se presentó en las listas de su partido por la Circunscripción electoral de Valencia para las Elecciones autonómicas de 1983 y fue elegido diputado en las Cortes Valencianas. Fue reelegido en las Elecciones de 1987, hasta que renunció a su escaño el 2 de abril de 1991. Durante esas legislaturas, fue secretario de la Comisión parlamentaria de Agricultura, Ganadería y Pesca y miembro de las comisión de Política social y Ocupación y de la Comisión permanente no legislativa de Seguridad Nuclear.
Tras la disolución de Alianza Popular, pasó a ser miembro del Partido Popular de la Comunidad Valenciana (PPCV).

## Obras
- Requena 1976: los datos de un desastre (1976).